# João Félix
João Félix Sequeira (født 10. november 1999 Viseu, Portugal), er en portugisisk fodboldspiller (midtbane/angriber), der fra sommeren 2025 spiller for Al-Nassr i Saudi-Arabien. 

## Klubkarriere
På ungdomsniveau repræsenterede Félix i en lang årrække FC Porto, men blev i 2014 sorteret fra i holdets akademisystem. Han kom året efter til ærkerivalerne Benfica, der også blev hans første klub som seniorspiller.
Félix blev en del af Benficas førsteholdstrup allerede som 18-årig, i sæsonen 2018-19. Hans første år som seniorspiller blev en stor succes. Han imponerede stort i den hjemlige liga, og markerede sig også i UEFA Europa League-turneringen, hvor han scorede et hattrick i Benficas kvartfinale mod Eintracht Frankfurt. Han endte med at score 15 mål i 21 Primeira Liga-kampe i sin første sæson hos Benfica.
I juli 2019 blev Félix solgt til den spanske La Liga-klub Atlético Madrid for en pris på 126 millioner euro, en pris der på daværende tidspunkt gjorde ham til historiens fjerdedyreste fodboldspiller.

## Landshold
Félix debuterede for det portugisiske landshold 5. juni 2019 i et UEFA Nations League-opgør mod Schweiz. Inden da havde han repræsenteret flere af landets ungdomslandshold, heriblandt U21-holdet.